# Rêves d'or
Pour les articles homonymes, voir La jaula de oro.
Pour plus de détails, voir Fiche technique et Distribution.
Rêves d'or (La jaula de oro) est un film dramatique hispano-mexicain coécrit et réalisé par Diego Quemada-Díez, sorti en 2013.

## Synopsis
Juan, Sara et Samuel, des adolescents guatémaltèques âgés de 15 ans décident d'émigrer vers les États-Unis. Ils tentent de fuir leur pays d'origine afin de pouvoir mener une vie meilleure que celle que leur offre le Guatemala.
Sara doit se déguiser en garçon en se coupant les cheveux, bander ses seins et prendre la pilule afin de ne pas avoir ses règles, et donc de ne pas être démasquée, mais aussi de ne pas tomber enceinte, en cas de viol, ou autre. Les trois adolescents décident de suivre les voies de chemin de fer et empruntent les trains de marchandises avec d'autres migrants.
Ils rencontrent alors Chauk, un Indien du Chiapas qui ne parle pas l’espagnol et ne s'exprime qu'en tzotzil. Celui-ci n'est pas très bien accueilli par Samuel et surtout par Juan.
À la frontière entre le Mexique et le Guatemala, ils sont dépouillés de leurs chaussures et leurs possessions par des policiers véreux. Ils sont alors ramenés au Guatemala.
Samuel décide d'abandonner. Juan, Sara et Chauk reprennent alors la route pour les États-Unis. 
Au Mexique, Juan dirige le groupe mais s'oppose à Chauk car Sara se prend d'amitié pour lui en tentant d'apprendre sa langue. Lors d'un arrêt du train décidé par des mafieux, Sara est kidnappée pour servir dans les réseaux de prostitution. Pendant l'altercation, Juan est blessé sérieusement à la machette mais Chauk réussit à le soigner avec des plantes. Ensuite, les deux adolescents continuent leur voyage à deux, et rencontrent un jeune homme, dans le train qui leur propose un travail pour se payer un passeur pour la frontière américaine. Ce sera en fait un piège, qui va amener Juan à donner le peu d'argent qui lui reste pour sauver son ami Chauk.
Pour passer la frontière entre le Mexique et les États-Unis, ils servent de mules pour transporter de la drogue, car  ils n'ont plus d'argent pour se payer de coyote. Mais arrivé sur le sol américain, Chauk est abattu par un sniper. Juan finit par trouver du travail dans une usine de viande où il balaie les déchets.

## Fiche technique
- Titre : Reves d'or
- Titre original : La jaula de oro
- Réalisation : Diego Quemada-Díez
- Scénario : Diego Quemada-Díez, Gibrán Portela et Lucia Carreras
- Musique : Leonardo Heiblum et Jacobo Lieberman
- Photographie : María Secco
- Montage : Paloma López
- Producteur : Luis Salinas, Inna Payan et Edher Campos
  - Coproducteur : Diego Quemada-Diez
  - Producteur délégué : Daniel Alvarado
  - Producteur exécutif : Pamela Guinea, Ornella Jaramillo et Omar Veytia
- Production : Machete Productions, Kinemascope Films, Animal de Luz Films, Institut mexicain de cinématographie, Eficine 226 et Castafiore Films
- Distribution : Pretty Pictures
- Pays d'origine :   Espagne
- Langues originales : espagnol et tzotzil
- Durée : 108 minutes
- Genre : Drame
- Dates de sortie :
  - France : 22 mai 2013 (Festival de Cannes 2013) ; 4 décembre 2013 (sortie nationale)
  - Italie : 7 novembre 2013
  - États-Unis : 9 novembre 2013
  - Espagne : 5 décembre 2013 (sortie limitée)
  - Mexique : 9 mai 2014

## Distribution
- Karen Noemí Martínez Pineda : Sara
- Rodolfo Domínguez : Chauk
- Brandon López : Juan
- Carlos Chajon : Samuel

## Genèse du film
C'est lors d'un séjour à Mazatlán en 2002 que Diego Quemada-Díez, ému par le sort des migrants mexicains et centre-américains, conçoit le projet Rêves d'or. Il recueille 600 témoignages et se lance dans la réalisation de ce film qui mettra plus de dix ans pour se faire, avec l'aide entre autres d'une bourse de la Cinéfondation. Rêves d'or est acclamé par la critique, récompensé lors de nombreux festivals (Cannes, La Havane, Mar del Plata...) et remporte onze prix Ariel dont celui du meilleur film.

## Distinctions

### Récompenses
- Festival de Cannes 2013 : Prix un certain talent pour l'ensemble des acteurs (sélection « Un certain regard »)
- Festival international du film de Thessalonique 2013 : meilleur film et meilleur réalisateur pour Diego Quemada-Díez
- Prix Jean-Renoir des lycéens 2014[2]
- Prix du meilleur film au Festival international du film de Mar del Plata en 2013[3].

### Nominations et sélections
- AFI Fest 2013
- Festival international du film de Vancouver 2013
- Festival international du film de Palm Springs 2014 : sélection « World Cinema Now ».